# Dieter Happel
Dieter Happel (* 22. April 1953 in Frankfurt am Main; † 15. August 2012) war ein deutscher Mathematiker und Hochschullehrer.

## Leben
Happel studierte von 1973 bis 1978 Mathematik und Physik an der Universität Bonn. 1979 promovierte er an der Fakultät für Mathematik der Universität Bielefeld bei Claus Michael Ringel mit der Dissertation Die Darstellungstheorie von Köchern endlichen and zahmen Typs. Relative Invarianten und subgenerische Orbiten. Von 1981 bis 1982 war Happel Visiting Assistant Professor an der Brandeis University in Waltham, Massachusetts. Danach war er von 1983 bis 1989 Hochschulassistent an der Fakultät für Mathematik der Universität Bielefeld. 1985 erfolgte seine Habilitation. Von 1989 bis 1992 war er Heisenberg-Stipendiat. Nach Vertretungsprofessuren in Bielefeld und Trondheim, Norwegen wurde er 1993 Professor für Algebra an der Technischen Universität Chemnitz. Von 2000 bis 2006 war Happel Prorektor der Universität. Ab 2009 war er Dekan der Fakultät für Mathematik.
Sein Schwerpunkt lag auf nichtkommutativer Algebra, insbesondere die Darstellungstheorie endlich-dimensionaler Algebren. Spezielle Forschungsthemen waren die Kipptheorie, Homologische Methoden sowie das Normalformenproblem von Matrizen.
2012 wurde er Mitglied der Königlich Norwegischen Gesellschaft der Wissenschaften.